# الغواصة الألمانية يو-6 (1935)
غواصة يو-6 غواصة يو بوت ألمانية من الفئة الثانية إيه بنيت ل سلاح بحرية ألمانيا النازية كريغسمارينه، في أحواض بناء السفن الألمانية دويتشه ويرك في كيل. 
لأنها كانت واحدة من الدفعات الأولى من الغواصات التي بنيت بعد التخلي عن معاهدة فرساي، كانت قادرة على العمل على السواحل والمدى القريب. فتم تكليفها بمهام التدريب بعد الحملة النرويجية في عام 1940.